# Sesselia
Sesselia es un género de escarabajos de la familia Chrysomelidae. El género fue descrito científicamente primero por Laboissière en 1931. Esta es una lista de especies perteneciente a este género:
- Sesselia abyssinica Laboissiere, 1937
- Sesselia apicalis Laboissiere, 1937
- Sesselia femorata Laboissiere, 1937
- Sesselia flavicincta Laboissiere, 1937
- Sesselia lepida (Laboissiere, 1931)
- Sesselia metallica Laboissiere, 1939
- Sesselia nigrocincta Bryant, 1958
- Sesselia pusilla (Gerstaecker, 1871)